# Schemtschug
Die Schemtschug (russisch Жемчуг ‚Perle‘) war ein Geschützter Kreuzer der Kaiserlich Russischen Marine. Das Schiff gehörte zur Isumrud-Klasse und war zugleich das zweite und letzte Schiff dieses Typs, welche eine Modifikation des vorhergegangenen Kreuzers Nowik darstellten. Der Kreuzer wurde – wie auch sein Schwesterschiff Isumrud – auf der Newski-Werft in Sankt Petersburg gebaut. Am 19. Januar 1901 auf Kiel gelegt und am 14. August 1903 von Stapel gelassen, fand die Indienststellung am 26. Juli 1904 statt.

## Bewaffnung
Die Schemtschug besaß als Hauptbewaffnung acht 12-cm-Geschütze (Modell 1892), die eine rund 21 Kilogramm schwere Granate über eine Distanz von maximal etwa 11.900 Metern verschießen konnten. Die einzeln aufgestellten Geschütze wogen etwa drei Tonnen und hatten eine Ladefrequenz von rund fünf Sekunden. Die Mündungsgeschwindigkeit lag bei 823 Metern pro Sekunde. Ferner befanden sich vier 4,7-cm-Kanonen des Modells Hotchkiss an Bord. Diese ab etwa 1885 in der russischen Marine eingeführten Geschütze hatten eine maximale Reichweite von etwa 4.500 Metern und konnten bis zu 20 Geschosse pro Minute abfeuern. Das Geschossgewicht lag bei 1,5 Kilogramm.

## Russisch-Japanischer Krieg
Unmittelbar nach der Indienststellung und dem Abschluss der Probefahrten verlegte der Kreuzer unter dem Kommando von Kapitän 2. Ranges P. P. Lewitskij mit Teilen der russischen Baltenflotte, mittlerweile in 2. Pazifisches Geschwader umbenannt, von Admiral Sinowi P. Roschestwenski, welche als Ersatz für die fast aufgeriebenen russischen Ostasien-Geschwader gedacht war, am 2. Oktober 1904 nach Fernost. Die Schemtschug war eines der wenigen russischen Schiffe, die sich am 21. Oktober in Tanger vom Hauptteil des Geschwaders trennten und durch das Mittelmeer, den Sueskanal und das Rote Meer marschierten, um sich mit der russischen Hauptstreitmacht, der diese Fahrtroute von den Briten untersagt worden war, am  1. Februar 1905 vor Madagaskar wieder zu vereinen. Danach fungierte der Kreuzer zeitweise als Aufklärer für die russische Hauptflotte und operierte unabhängig im Indischen Ozean. Auf dem rund 16.000 Seemeilen langen und über acht Monate dauernden Marsch kam es zu einigen Zwischenfällen: In der Ostsee verlor der Kreuzer sein Hauptbeiboot im Sturm und vor Madagaskar lief ein Crewmitglied Amok. Im engen und stickigen Rumpf litten die Matrosen unter der großen Hitze in den südlichen Gefilden, zudem waren die Verpflegungs- und Hygienebedingungen oft sehr schlecht.
Am 27./28. Mai 1905 nahm die Schemtschug als Teil von Admiral Oskar Enkwists Kreuzerdivision an der Seeschlacht bei Tsushima teil und gehörte zu jenen russischen Schiffen, welche die ersten Salven auf die Japaner abfeuerten. Im Verlauf der Schlacht erhielt der Kreuzer allerdings auch 17 Treffer, welche die Aufbauten und die Schornsteine beschädigten. Zwölf Tote waren zu beklagen und 32 Mann waren erheblich verletzt.
Die Schemtschug war zugleich auch eines der wenigen russischen Schiffe, welche sich der schweren Niederlage entziehen konnten: Gemeinsam mit den beiden Kreuzern Aurora und Oleg konnte der Kreuzer nach den Philippinen entkommen und erreichte Manila am 3. Juni und wurde am 5. von den Amerikanern interniert. Erst im Oktober 1905 wurde das Schiff wieder freigegeben und repariert.
Im Anschluss verblieb der Kreuzer bis 1914 bei der russischen Fernost-Flotte. Er wurde 1910 in Wladiwostok überholt und diente 1913 und 1914 vor allem in China und auf dem Jangtse zum Schutz russischer Bürger und Interessen.

## Erster Weltkrieg und Untergang

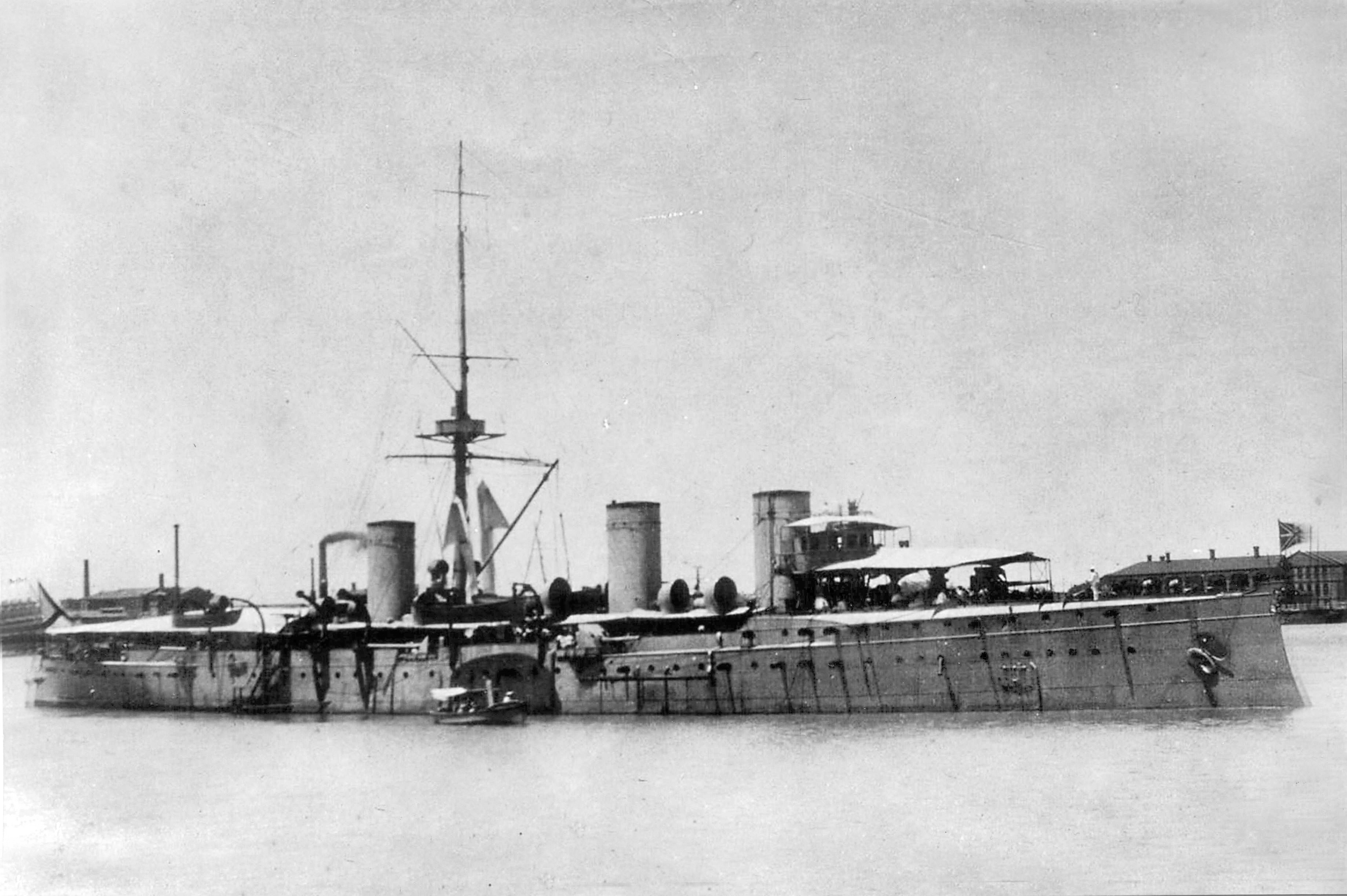
Schemtschug (um 1909)

Nach Ausbruch des Ersten Weltkrieges beteiligte sich der Kreuzer in Ostasien an der Jagd nach deutschen Handelsschiffen und nach deutschen Handelsstörern. Dabei operierte die Schemtschug zeitweilig gemeinsam mit dem japanischen Kreuzer Chikuma und anderen alliierten Schiffen im Golf von Bengalen.
In den Morgenstunden des 28. Oktober 1914 wurde die Schemtschug im (damals britischen) Hafen von Penang (Malaysia) von dem deutschen Kleinen Kreuzer Emden, der, als englisches Kriegsschiff getarnt, in den Hafen eingelaufen war, entdeckt und sofort beschossen. Der russische Kreuzer lag vor Anker und war kaum gefechtsbereit; die Bereitschaftsmunition war teils in den Munitionskammern unter Deck weggeschlossen und ein Teil der Crew war zudem auf Landgang und nicht an Bord – darunter auch der Kommandant. Das Schiff wurde somit vom deutschen Feuerüberfall völlig überrascht. Innerhalb weniger Minuten erhielt die Schemtschug, ohne nennenswerte Gegenwehr leisten zu können, zwei Torpedo- und mindestens 15 bis 20 Granattreffer vom Kaliber 10,5 cm. Dabei explodierte die achtern liegende Munitionskammer des russischen Schiffes und sprengte dessen Heck ab. Der in zwei Hälften gebrochene und brennende Kreuzer sank kurz darauf auf der Reede und riss 89 russische Seeleute und 60 chinesische Prostituierte mit in die Tiefe. Rund 250 Seeleute, 143 davon verwundet, konnten gerettet werden. Das deutsche Schiff entkam ohne Beschädigungen und versenkte später im Ausgangsbereich des Hafens noch den französischen Torpedobootzerstörer Mousquet.

## Nachspiel

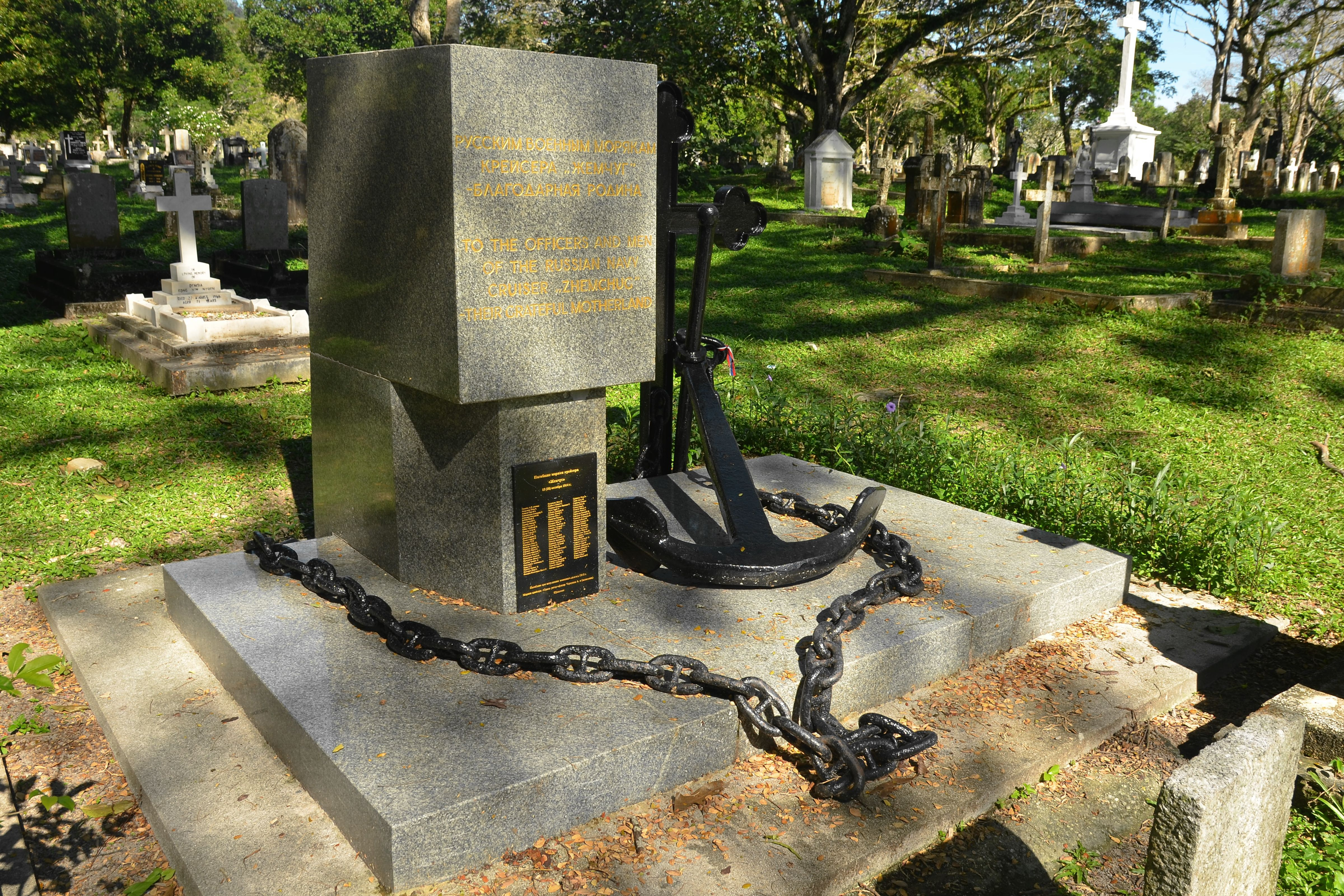
Denkmal für die Toten der Schemtschug

Wegen der Disziplinlosigkeit an Bord und wegen der mangelnden Sicherheitsvorkehrungen wurden der Kommandant der Schemtschug, Kapitän 2. Ranges Baron I. A. Tscherkassow, sowie der 2. Offizier später von einem russischen Kriegsgericht zu einer dreieinhalbjährigen Freiheitsstrafe verurteilt. Die Strafe wurde allerdings nach 18 Monaten ausgesetzt. Tscherkassow selbst wurde indessen später von Zar Nikolaus II. mit einem Heiratsverbot belegt, damit er seinen Namen nicht weitergeben konnte.
Die Leichen von 82 gefallenen russischen Seeleuten konnten geborgen und in Penang beigesetzt werden. Sieben Leichen wurden allerdings nie gefunden, entweder weil sie im Wrack eingeklemmt oder durch die Explosion der Munitionskammer zerfetzt worden waren. Ein Teil der Bewaffnung der Schemtschug, darunter auch mehrere 12-cm-Geschütze, wurde im Dezember 1914 von dem russischen Hilfskreuzer Orel geborgen.